# Семнадцатая проблема Гильберта
Семнадцатая проблема Гильберта — одна из 23 проблем Гильберта, которые Давид Гильберт высказал в 1900 году на II Международном конгрессе математиков в Париже и которые оказали исключительное влияние на развитие математики в XX веке. Формулировка задачи по Гильберту такова:
| Пусть дана рациональная функция от {\displaystyle n} переменных с вещественными коэффициентами, которая во всех вещественных точках, где она определена, принимает неотрицательные значения. Можно ли представить её в виде суммы квадратов рациональных функций, все коэффициенты которых вещественны? |

Эмиль Артин дал положительное решение этого вопроса в 1927 году, но его решение было неконструктивным. Алгоритмическое решение было найдено Чарльзом Дельзеллом в 1984 году.

## Вариации и обобщения
- Существуют многочлены, которые неотрицательны при всех вещественных значениях аргументов, но не могут быть представлены в виде суммы квадратов других многочленов. Существование таких примеров было доказано Гильбертом.[1] Более явные примеры таких многочленов были даны Моцкиным[англ.] в 1967 году.
  - Например, многочлены
{\displaystyle f(x,y)=x^{2}y^{2}(x^{2}+y^{2}-3)+1,}
{\displaystyle g(x,y,z)=z^{6}+x^{4}y^{2}+x^{2}y^{4}-3x^{2}y^{2}z^{2}}

не могут быть представлены в виде суммы квадратов многочленов с вещественными коэффициентами. Но их можно представить в виде суммы квадратов рациональных функций, например,
{\displaystyle f(x,y)=\left({\tfrac {x^{2}y(x^{2}+y^{2}-2)}{x^{2}+y^{2}}}\right)^{2}+\left({\tfrac {xy^{2}(x^{2}+y^{2}-2)}{x^{2}+y^{2}}}\right)^{2}+\left({\tfrac {xy(x^{2}+y^{2}-2)}{x^{2}+y^{2}}}\right)^{2}+\left({\tfrac {x^{2}-y^{2}}{x^{2}+y^{2}}}\right)^{2}.}
- Известны явные необходимые и достаточные условия того, что многочлен является суммой квадратов других многочленов.[2]
- С 1950-х годов известно, что возможность представить многочлен в виде суммы квадратов многочленов связана с решением многомерной степенной проблемы моментов.
- Известно, что каждый неотрицательный многочлен может быть сколь угодно точно приближен (по {\displaystyle l_{1}}-норме вектора его коэффициентов) многочленами, которые являются суммой квадратов многочленов.[3]